# Copa Centroamericana 2014
Die Copa Centroamericana 2014 (Central American Cup 2014) war die 13. Auflage des Fußballwettbewerbs für zentralamerikanische Nationalmannschaften der Unión Centroamericana de Fútbol, des Zentralamerikanischen Fußballverbandes. Das Turnier, welches zum dritten Mal nicht mehr unter dem Titel „UNCAF Nations Cup“ ausgetragen wurde, fand anlässlich des 25-jährigen Bestehens der Unión Centroamericana de Fútbol (UNCAF) im September 2014 in den Vereinigten Staaten statt. Die besten 4 der 7 Teilnehmer qualifizierten sich für den CONCACAF Gold Cup 2015. Die fünftplatzierte Mannschaft spielte gegen den Fünften der Fußball-Karibikmeisterschaft 2014 um einen weiteren Startplatz. Der Sieger qualifizierte sich für die Copa América Centenario 2016, bei der in den USA das 100-jährige Bestehen der CONMEBOL gewürdigt wird.

## Teilnehmer
Teilnehmer an der Copa Centroamericana 2014 waren die sieben Mitglieder des zentralamerikanischen Fußballverbandes.
- Belize
- Costa Rica
- El Salvador
- Guatemala
- Honduras
- Nicaragua
- Panama

## Austragungsorte
- Robert F. Kennedy Memorial Stadium in Washington, D.C. (Erste Gruppenspiele)
- Cotton Bowl in Dallas (Zweite Gruppenspiele)
- BBVA Compass Stadium in Houston (Dritte Gruppenspiele)
- Los Angeles Memorial Coliseum in Los Angeles (Platzierungsspiele)

## Vorrunde
Die Spiele finden jeweils als Dreifach-Veranstaltungen statt.

### Gruppe A
| Pl. | Verein      | Sp. | S | U | N | Tore    | Diff. | Punkte |
| --- | ----------- | --- | - | - | - | ------- | ----- | ------ |
| 1.  | Guatemala   | 3   | 3 | 0 | 0 | 006:200 | +4    | 09     |
| 2.  | El Salvador | 3   | 2 | 0 | 1 | 004:200 | +2    | 06     |
| 3.  | Honduras    | 3   | 1 | 0 | 2 | 002:300 | −1    | 03     |
| 4.  | Belize      | 3   | 0 | 0 | 3 | 001:600 | −5    | 0      |

| 3. September 2014 | Honduras                                               | 2:0     | Belize | Robert F. Kennedy Memorial Stadium, Washington, D.C. Zuschauer: 20.516 Schiedsrichter: Sandy Vasquez (Dominikanische Republik) |
| 3. September 2014 | Jeromy James 35′ (Eigentor) Elroy Smith 37′ (Eigentor) | Bericht |        | Robert F. Kennedy Memorial Stadium, Washington, D.C. Zuschauer: 20.516 Schiedsrichter: Sandy Vasquez (Dominikanische Republik) |

| 3. September 2014 | El Salvador       | 1:2     | Guatemala           | Robert F. Kennedy Memorial Stadium, Washington, D.C. Zuschauer: 20.516 Schiedsrichter: Jair Marrufo (Vereinigte Staaten) |
| 3. September 2014 | Rafael Burgos 69′ | Bericht | Marco Pappa 26, 64′ | Robert F. Kennedy Memorial Stadium, Washington, D.C. Zuschauer: 20.516 Schiedsrichter: Jair Marrufo (Vereinigte Staaten) |

| 7. September 2014 | Guatemala                        | 2:1     | Belize            | Cotton Bowl, Dallas Zuschauer: 20.156 Schiedsrichter: Roberto Moreno (Panama) |
| 7. September 2014 | Carlos Ruiz 26′ Marvin Avila 51′ | Bericht | Deon McCaulay 51′ | Cotton Bowl, Dallas Zuschauer: 20.156 Schiedsrichter: Roberto Moreno (Panama) |

| 7. September 2014 | Honduras | 0:1     | El Salvador          | Robert F. Kennedy Memorial Stadium, Washington, D.C. Zuschauer: 20.156 Schiedsrichter: Jeffrey Solís (Costa Rica) |
| 7. September 2014 |          | Bericht | Richard Menjívar 67′ | Robert F. Kennedy Memorial Stadium, Washington, D.C. Zuschauer: 20.156 Schiedsrichter: Jeffrey Solís (Costa Rica) |

| 10. September 2014 | El Salvador                        | 2:0     | Belize | BBVA Compass Stadium, Houston Zuschauer: 19.287 Schiedsrichter: Sandy Vasquez (Dominikanische Republik) |
| 10. September 2014 | Rafael Burgos 48′ José Alvarez 69′ | Bericht |        | BBVA Compass Stadium, Houston Zuschauer: 19.287 Schiedsrichter: Sandy Vasquez (Dominikanische Republik) |

| 10. September 2014 | Honduras | 0:2     | Guatemala           | BBVA Compass Stadium, Houston Zuschauer: 19.287 Schiedsrichter: Roberto García Orozco (Mexiko) |
| 10. September 2014 |          | Bericht | Marco Pappa 37, 80′ | BBVA Compass Stadium, Houston Zuschauer: 19.287 Schiedsrichter: Roberto García Orozco (Mexiko) |

### Gruppe B
| Pl. | Verein     | Sp. | S | U | N | Tore    | Diff. | Punkte |
| --- | ---------- | --- | - | - | - | ------- | ----- | ------ |
| 1.  | Costa Rica | 2   | 1 | 1 | 0 | 005:200 | +3    | 04     |
| 2.  | Panama     | 2   | 1 | 1 | 0 | 004:200 | +2    | 04     |
| 3.  | Nicaragua  | 2   | 0 | 0 | 2 | 000:500 | −5    | 0      |

| 3. September 2014 | Costa Rica                                                | 3:0     | Nicaragua | Robert F. Kennedy Memorial Stadium, Washington, D.C. Zuschauer: 20.516 Schiedsrichter: Héctor Rodríguez (Honduras) |
| 3. September 2014 | Celso Borges 31′ Marcos Ureña 49′ Johan Venegas Ulloa 86′ | Bericht |           | Robert F. Kennedy Memorial Stadium, Washington, D.C. Zuschauer: 20.516 Schiedsrichter: Héctor Rodríguez (Honduras) |

| 7. September 2014 | Costa Rica                               | 2:2     | Panama                           | Cotton Bowl, Dallas Zuschauer: 20.156 Schiedsrichter: Joel Aguilar (El Salvador) |
| 7. September 2014 | Johan Venegas Ulloa 81′ Celso Borges 87′ | Bericht | Blas Pérez 51′ Roberto Nurse 71′ | Cotton Bowl, Dallas Zuschauer: 20.156 Schiedsrichter: Joel Aguilar (El Salvador) |

| 10. September 2014 | Panama                          | 2:0     | Nicaragua | BBVA Compass Stadium, Houston Zuschauer: 19.287 Schiedsrichter: Walter López (Guatemala) |
| 10. September 2014 | Blas Pérez 81′ Román Torres 82′ | Bericht |           | BBVA Compass Stadium, Houston Zuschauer: 19.287 Schiedsrichter: Walter López (Guatemala) |

## Finalrunde

### Spiel um Platz 5
| 13. September 2014 | Honduras             | 1:0     | Nicaragua | Los Angeles Memorial Coliseum in Los Angeles Zuschauer: 41.969 Schiedsrichter: Joel Aguilar (El Salvador) |
| 13. September 2014 | Anthony Lozano 45+1′ | Bericht |           | Los Angeles Memorial Coliseum in Los Angeles Zuschauer: 41.969 Schiedsrichter: Joel Aguilar (El Salvador) |

### Spiel um Platz 3
| 13. September 2014 | El Salvador | 0:1     | Panama          | Los Angeles Memorial Coliseum, Los Angeles Zuschauer: 41.969 Schiedsrichter: Jair Marrufo (Vereinigte Staaten) |
| 13. September 2014 |             | Bericht | Román Torres 5′ | Los Angeles Memorial Coliseum, Los Angeles Zuschauer: 41.969 Schiedsrichter: Jair Marrufo (Vereinigte Staaten) |

### Finale
| Guatemala                                                         | Guatemala | Costa Rica | Costa Rica |
| ----------------------------------------------------------------- | --- | --- | ---------- |
| Guatemala                                                         | \| 13. September 2014 in Los Angeles (Los Angeles Memorial Coliseum) \| \| Ergebnis: 1:2 (1:1) \| \| Zuschauer: 41.969 \| \| Schiedsrichter: Roberto Moreno (Panama) \| \| Spielbericht \|                                                                                                | \| 13. September 2014 in Los Angeles (Los Angeles Memorial Coliseum) \| \| Ergebnis: 1:2 (1:1) \| \| Zuschauer: 41.969 \| \| Schiedsrichter: Roberto Moreno (Panama) \| \| Spielbericht \|                                                                                         | Costa Rica |
| Guatemala                                                         | Ricardo Jerez – Elías Vásquez Prera, Rafael Morales de León (67. Jairo Arreola), Wilson Lalín, Carlos Gallardo (90.+1' Kendell Herrarte) – Jean Márquez Orellana, José Contreras, Sergio Trujillo (84. Nelson Miranda), Marco Pappa, Marvin Avila – Carlos Ruiz Cheftrainer: Iván Sopegno | Patrick Pemberton – Pablo Salazar Sanchez, Jhonny Acosta, Roy Miller, Dave Myrie – Armando Alonso Rodriguez, José Cubero, Juan Bustos (85. Oscar Granados), Johan Venegas Ulloa (81. Porfirio López), David Ramírez (90.+1' Jonathan Moya), Bryan Ruiz Cheftrainer: Paulo Wanchope | Costa Rica |
| Guatemala                                                         | 1:0 Carlos Ruiz (25.) | 1:1 Bryan Ruiz (29.) 1:2 Juan Bustos (56.) | Costa Rica |
| Guatemala                                                         | Dave Myrie (76.), Patrick Pemberton (79.), Jhonny Acosta (90.+1') | | Costa Rica |
| 13. September 2014 in Los Angeles (Los Angeles Memorial Coliseum) | | |            |
| Ergebnis: 1:2 (1:1)                                               | | |            |
| Zuschauer: 41.969                                                 | | |            |
| Schiedsrichter: Roberto Moreno (Panama)                           | | |            |
| Spielbericht                                                      | | |            |